# Иллукстский уезд
Иллукстский уезд (латыш. Ilūkstes apriņķis; нем. Kreis Illuxt) — бывшая административная единица Курляндской губернии (1819—1918), затем Латвийской Республики (1920—1940) и Латвийской ССР (1940/1944—1949). Центр — город Иллукст (Илуксте).

## История
Уезд создан в 1819 году в результате административно-территориальной реформы. К началу 1940 года Иллукстский уезд занимал площадь 2242,7 км², включал 3 города (Илуксте, Грива, Субате) и 19 волостей.

## Население
По переписи 1897 года население уезда составляло 66 461 человек, в том числе в Иллуксте — 3652 жит., в местечках Грива — 5100 жит., Суббат — 1200 жит.

### Национальный состав
Национальный состав по переписи 1897 года:
- латыши — 18 955 чел. (28,5 %),
- белорусы — 11 478 чел. (17,3 %),
- поляки — 11 380 чел. (17,1 %),
- великороссы —  10 121 чел. (15,2 %),
- литовцы — 6996 чел. (10,5 %),
- евреи — 6351 чел. (9,6 %),
- немцы — 1082 чел. (1,6 %).

## Административное деление
В 1913 году в уезде было 17 волостей:
| - Бевернская — при имении Кальтенбрунен, - Борнская — с. Каплау, - Виттенгейм-Суссейская — при имении Суссей, - Гарсенская — при имении Гарсен, - Дветенская — при имении Дветен, - Демменская — с. Торжок, - Калкунская — при имении Калкуны, - Курцумская — с. Хрщово, - Лассенская — при имении Шедерн, | - Проденская — при имении Балтензе, - Рубиненская — при имении Рубинен, - Саллонайская — с. Тартак, - Свентенская — при имении Свентен, - Скрудалинская — с. Скрудалино, - Шлосбергская — при имении Иллукст, - Штейнензейская — при имении Штейнензе, - Эзернская — с. Беровка. |